# فرد نيومان (لاعب كرة قاعدة)
فرد نيومان (بالإنجليزية: Fred Newman)‏ هو لاعب كرة قاعدة أمريكي، ولد في 21 فبراير 1942 في بوسطن في الولايات المتحدة، وتوفي في 24 يونيو 1987 في فرامينغهام في الولايات المتحدة.

## وصلات خارجية
- فرد نيومان على موقعبيزبول رفرنس.كوم (الدوري الرئيسي) (الإنجليزية)